# Lee Westwood

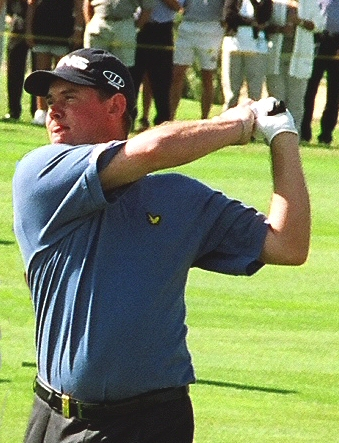
Lee Westwood

Lee Westwood, född 24 april 1973 i Worksop, Nottinghamshire, är en brittisk professionell golfspelare.
Westwood började att spela golf då han var 13 år gammal och mindre än två år senare blev han juniormästare i Nottinghamshire. 1990 vann han sin första amatörtävling, Peter McEvoy Trophy och 1993 vann han British Youth Championship.
Han blev professionell 1993 och 1996 vann han sin första proffstävling, Volvo Scandinavian Masters. Strax därefter vann han Sumitomo Visa Taiheiyo Masters i Japan. Hans framgångar fortsatte 1997 då han försvarade sin titel i Japan och dessutom vann  Benson & Hedges Malaysian Open, Volvo Masters i Spanien och Holden Australian Open där han besegrade Greg Norman i särspel. Samma år spelade han i par med Nick Faldo i Ryder Cup.
I juni 2005 hade Westwood vunnit 16 tävlingar på PGA European Tour och han har även vunnit flera tävlingar i Nordamerika, Afrika, Asien och Australien. Han har som bäst legat på fjärde plats på golfens världsranking men har inte haft så stora framgångar i majortävlingar.
I 2004 års Ryder Cup sänkte Westwood den putt som säkrade att Europa behöll trofén.
1 november 2010 blev Westwood ny världsetta efter Tiger Woods.

## Meriter

### Segrar på Europatouren
- 1996 Volvo Scandinavian Masters
- 1997 Volvo Masters Andalucia
- 1998 Deutsche Bank-SAP Open-TPC of Europe, National Car Rental English Open, The Standard Life Loch Lomond, Belgacom Open
- 1999 TNT Dutch Open, Smurfit European Open, Canon European Masters
- 2000 Deutsche Bank-SAP Open TPC of Europe, Compaq European Grand Prix, Smurfit European Open, Volvo Scandinavian Masters, Belgacom Open
- 2003 BMW International Open, Dunhill Links Championship
- 2007 Open de Andalucia, British Masters
- 2009 Portugal Masters, Dubai World Championship
- 2012 Nordea Masters,
- 2020 Abu Dhabi HSBC Championship

### Övriga proffssegrar
- 1996 Sumitomo Visa Taiheiyo Masters (Japan)
- 1997 Malaysian Open, Sumitomo Visa Taiheiyo Masters (Japan), Holden Australian Open
- 1998 Freeport McDermott Classic (PGA Tour), Sumitomo Visa Taiheiyo Masters (Japan), Dunlop Phoenix (Japan)
- 1999 Macau Open
- 2000 Dimension Data Pro-Am (Sydafrika), Cisco World Match Play Championship
- 2003 Nelson Mandela Invitational (med Simon Hobday)

### Lagtävlingar
- Ryder Cup: 1997 (segrare), 1999, 2002 (segrare), 2004 (segrare), 2006 (segrare), 2008, 2010 (segrare)
- Alfred Dunhill Cup: 1996, 1997, 1998, 1999
- The Seve Trophy: 2000, 2002 (segrare), 2003 (segrare)

### Amatörsegrar
- 1990 Peter McEvoy Trophy
- 1992 Lagonda Trophy
- 1993 British Youths Championship, Leven Gold Medal

## Utmärkelser
- Officer av Brittiska imperieorden

[Redigera Wikidata]